# Ha-Chof ha-Dromi
Ha-Chof ha-Dromi (hebrejsky החוף הדרומי‎, doslova Jižní Pobřeží) je část města Haifa v Izraeli. Tvoří podčást 4. městské čtvrti Ma'arav Chejfa.
Jde o územní jednotku vytvořenou pro administrativní, demografické a statistické účely. Zahrnuje jižní část čtvrti Ma'arav Chejfa, ležící na pobřeží Středozemního moře, na úpatí pohoří Karmel. Nacházejí se tu převážně komerční a průmyslové okrsky jako Mevo'ot Dromijim nebo průmyslová zóna Matam.
Rozkládá se na ploše 4,85 kilometru čtverečního. Není tu evidována trvalá populace.